# Alfonso Montemayor
Alfonso Montemayor, né le 28 avril 1922 à Ciudad Victoria au Mexique, et mort le 23 novembre 2012 à León (Mexique), est un footballeur international mexicain, dont le poste fut défenseur.

## Biographie
On sait peu de choses sur sa carrière sauf peut-être qu'il évoluait dans le club mexicain du Club León lorsqu'il fut convoqué en équipe du Mexique pour participer à la coupe du monde 1950 au Brésil, où son équipe ne passe pas le 1er tour.